# Bullaepus
Bullaepus is een geslacht van hooiwagens uit de familie Gonyleptidae.
De wetenschappelijke naam Bullaepus is voor het eerst geldig gepubliceerd door Roewer in 1930. 

## Soorten
Bullaepus is monotypisch en omvat slechts de volgende soort:
- Bullaepus enoplus